# Klątwa Tippecanoe
Klątwa Tippecanoe (znana też jako Klątwa Tecumseha, Klątwa Prezydencka, Klątwa Roku Zero, Klątwa Dwudziestoletnia lub Prezydencka Klątwa Dwudziestoletnia) – pojęcie stosowane na określenie powtarzających się zgonów prezydentów Stanów Zjednoczonych w trakcie sprawowania urzędu w pierwszej lub kolejnej kadencji, na którą zostali wybrani w roku podzielnym przez liczbę dwadzieścia. Pierwszym z nich był wybrany w 1840 r. William Henry Harrison, ostatnim – John F. Kennedy (1960). Ronald Reagan, mianowany w 1980 r., został postrzelony, lecz wrócił do zdrowia, a George W. Bush (2000) przeżył zamach na swoje życie, nie odnosząc żadnych obrażeń.

## Klątwa
Klątwa, odnotowana szerzej po raz pierwszy w wydanej w 1931 r. książce z serii Ripley’s Believe It or Not!, zaczęła się od Williama Henry’ego Harrisona, który zmarł w 1841 r. po wyborach w 1840 r. Przez następne 120 lat prezydenci wybrani w roku kończącym się na cyfrę zero (tj. co 20 lat) umierali ostatecznie podczas sprawowania urzędu, począwszy od Harrisona, na wybranym w 1960 r. i zmarłym w 1963 r. Johnie F. Kennedym skończywszy.
Klątwa Tippecanoe wzięła nazwę od bitwy pod Tippecanoe z 1811 r. William Harrison, gubernator Terytorium Indiany, posłużył się dyskusyjną taktyką podczas negocjacji traktatu z 1809 r. podpisanego w Fort Wayne z Indianami, którzy na mocy cesji zrzekli się rozległych połaci ziemi na rzecz amerykańskiego rządu. Traktat ten jeszcze bardziej rozgniewał Tecumseha, wodza plemienia Szaunisów (Szawnisów), przywodząc żołnierzy federalnych i Indian na skraj wojny w okresie znanym jako wojna Tecumseha. Tecumseh wraz ze swoim bratem, Tenskwatawą (zwanym Prorokiem), zorganizował konfederację plemion indiańskich z zamiarem przeciwstawienia się ekspansji Stanów Zjednoczonych na zachód. W 1811 r. oddziały Tecumseha pod dowództwem jego brata zaatakowały armię Harrisona pod Tippecanoe. Bitwa przyniosła Harrisonowi sławę i przydomek Stary Tippecanoe (ang. Old Tippecanoe), a jego sława wzrosła jeszcze bardziej po pokonaniu Brytyjczyków w bitwie pod Moraviantown podczas wojny brytyjsko-amerykańskiej w 1812 r. Legenda klątwy opiera się na jednej z relacji, podającej, że po bitwie, w której zginął sprzymierzony z Brytyjczykami Tecumseh, Tenskwatawa miał jakoby rzucić klątwę na Harrisona i przyszłych mieszkańców Białego Domu, którzy zostaną wybrani na prezydenta w latach zakończonych na tę samą cyfrę co rok elekcji Harrisona.

## Wzmianki w mediach
Po odnotowaniu przez Ripleya klątwa ponownie zyskała rozgłos wraz z nadejściem kolejnych przeklętych wyborów. Podobna informacja ukazała się przed dniem głosowania w 1940 r. na łamach komiksowego łamu osobliwości Strange as it Seems Johna Hixa. Pod tytułem Klątwa nad Białym Domem! zamieszczono w niej listę rozpoczynającą się od 1840 – Harrison i kończącą się na 1920 – Harding, a dalej złowieszcze 1940 – ?????? i komentarz: W ostatnich stu latach każdy z prezydentów Stanów Zjednoczonych wybranych w odstępie 20 lat zmarł w trakcie kadencji! Ed Koterba, autor publikowanego w ramach syndykatu prasowego felietonu pt. Assignment Washington, wrócił do tego tematu ponownie w 1960 r.
Gdy zbliżał się rok 1980, klątwa była już na tyle dobrze znana, że Amerykanie zastanawiali się, czy zwycięzca nadchodzących wyborów podzieli los poprzedników. Latem 1980 r. Biblioteka Kongresu miała rzekomo przeprowadzić badania nad pochodzeniem opowieści o klątwie, konkludując, że choć opowieść jest dobrze znana od lat, nie istnieją żadne udokumentowane jej źródła ani wzmianki o niej w publikowanych materiałach. Ubiegający się wówczas o reelekcję prezydent Jimmy Carter został zapytany o klątwę podczas przystanku na trasie kampanii w Dayton 2 października tego roku. Na pytanie jednego ze zgromadzonych Carter odpowiedział: Nie boję się. Gdybym wiedział, że to ma się stać, i tak zostałbym prezydentem, i starał się ze wszystkich sił aż do ostatniego dnia.

## Wyjątki
Ronald Reagan nie zmarł w trakcie kadencji po zwycięskich wyborach w 1980 r., pomimo poważnych ran odniesionych w wyniku próby zamachu, zaledwie kilka miesięcy po swoim zaprzysiężeniu. Kilka dni po nieudanym ataku na Reagana felietonista Jack Anderson napisał artykuł pt. Reagan and the Eerie Zero Factor (Reagan a straszliwy Czynnik Zero), w którym stwierdził, że 40. prezydent albo zadał kłam przesądowi, albo ma dziewięć żyć. Podczas sprawowania urzędu Reagan, drugi po Donaldzie Trumpie najstarszy prezydent elekt w historii Stanów Zjednoczonych, przeżył również leczenie raka okrężnicy. Pierwsza Dama, Nancy Reagan miała podobno zatrudniać jasnowidzów i astrologów, próbując uchronić męża przed skutkami klątwy. Reagan przestał pełnić urząd 20 stycznia 1989 r. i zmarł ostatecznie wskutek choroby Alzheimera 5 czerwca 2004 r., w wieku 93 lat. Jego niedoszły zabójca, John Hinckley Jr., został uznany przez ławę przysięgłych za niepoczytalnego, ale nie ma dowodów na to, że do zamachu skłoniła go wiara w klątwę.
Następny prezydent w przeklętej linii, wybrany w 2000 r. George W. Bush, nie doznał żadnych obrażeń podczas próby zamachu w 2005 r. Dokończył kadencję upływającą 20 stycznia 2009 r. i wciąż żyje. Niektórzy twierdzą, że działanie klątwy zostało przerwane po tym, jak Reagan przeżył zamach na swoje życie.
Jedynym prezydentem, który zmarł w trakcie kadencji, a nie został wybrany w przeklętym roku, był Zachary Taylor – wybrany w 1848 i zmarł w 1850 r. Jednak Taylor także walczył przeciwko Tecumsehowi podczas wojny brytyjsko-amerykańskiej w 1812 r., i niektórzy uważają, że klątwa przyczyniła się również do jego śmierci.

## Prezydenci w rzekomo przeklętej linii
| Wybrany | Prezydent | Prezydent              | Kadencja w chwili śmierci | Kadencja po roku wyborów podzielnym przez 20 | Przyczyna śmierci lub próby zamachu | Data śmierci                    |
| ------- | --------- | ---------------------- | ------------------------- | -------------------------------------------- | --- | ------------------------------- |
| 1840    |           | William Henry Harrison | pierwsza                  | pierwsza                                     | zapalenie płuc | 4 VI 1841                       |
| 1860    |           | Abraham Lincoln        | druga                     | pierwsza                                     | zamach (postrzelony w głowę) | 15 IV 1865                      |
| 1880    |           | James A. Garfield      | pierwsza                  | pierwsza                                     | zamach (postrzelony w plecy, zmarł wskutek zakażenia i zawału spowodowanych obrażeniami i błędami w sztuce lekarzy, którzy dotykali rany niezdezynfekowanymi rękami i instrumentami) | 19 IX 1881                      |
| 1900    |           | William McKinley       | druga                     | druga                                        | zamach (postrzelony w brzuch – gangrena) | 14 IX 1901                      |
| 1920    |           | Warren G. Harding      | pierwsza                  | pierwsza                                     | niepewna: zawał lub wylew | 2 VIII 1923                     |
| 1940    |           | Franklin D. Roosevelt  | czwarta                   | trzecia                                      | krwotok mózgowy | 12 IV 1945                      |
| 1960    |           | John F. Kennedy        | pierwsza                  | pierwsza                                     | zamach (postrzelony w głowę) | 22 XI 1963                      |
| 1980    |           | Ronald Reagan          | n/d                       | pierwsza                                     | próba zamachu (postrzelony w pierś): przeżył pomimo obrażeń | 5 VI 2004 (po upływie kadencji) |
| 2000    |           | George W. Bush         | n/d                       | pierwsza                                     | próba zamachu (odbezpieczony granat-niewypał): nie odniósł obrażeń | żyje                            |